# The Streets
The Streets es un grupo inglés de hip hop alternativo y un proyecto de UK Garage de Birmingham, liderado por el vocalista y multinstrumentista Mike Skinner y que ha incluido bastantes otros contribuyentes, como el baterista Johnny Drum Machine, el vocalista Kevin Mark Trail y el beatmaker italo-estadounidense Leroy.

## Estilo
The Streets retrata con sensibilidad, capacidad de análisis y sinceridad el Reino Unido de comienzos del siglo XXI, mostrando así una sociedad en la que las vidas se consumen entre violencia alcoholizada, ocio escapista y consumismo. Mezcla con habilidad un lenguaje elevado con el léxico coloquial.

## Trayectoria musical
Su álbum debut Original Pirate Material fue lanzado en el Reino Unido en mayo de 2002 alcanzando el número 10 en la lista de álbumes y recibiendo el doble platino. En 2004, se editó su segundo álbum A Grand Don't Come for Free convirtiéndose en el más exitoso de su carrera al obtener el triple platino en el Reino Unido. Este trabajo incluyó sencillos como «Fit But You Know It» y la balada «Dry Your Eyes», el cual lideró la lista de sencillos del Reino Unido. Su tercer material discográfico titulado The Hardest Way to Make an Easy Living se lanzó en abril de 2006 consiguiendo su segundo número uno en la lista de álbumes del Reino Unido. El 15 de septiembre de 2008, fue lanzado en el Reino Unido su cuarto álbum de estudio Everything Is Borrowed, convirtiéndose en su cuarto álbum consecutivo en ingresar en el Top 10 del Reino Unido; alcanzando el número 7 y recibió el disco de plata dos semanas después de su lanzamiento. En 2011 editó dos álbumes más: Cyberspace and Reds considerado como un mixtape y otro lanzado a través de su sitio web Computers and Blues..

## Miembros
- Mike Skinner (27/11/1978; Birmingham, Inglaterra) – voz, organización, composición, mezclas, teclados, sintetizadores (1994–2011).
- Johnny Drum Machine – batería, percusión, orquestación, producción (1994–2011).
- Kevin Mark Trail – voz, producción, composición (1994–2003; 2007–2011).

### Otros contribuyentes y músicos en vivo
- Morgan Nicholls – bajo, guitarra, percusión, piano programado, sintetizadores (2003–2005; 2008).
- Wayne Bennett – bajo, composición, guitarra (2007–2011).
- Leo The Lion – voz (2003–2007).

## Discografía

### Álbumes
En estudio
- Original Pirate Material - 2002 (Locked On Records)
- A Grand Don't Come for Free - 2004 (Vice Records, Atlantic Records)
- The Hardest Way to Make an Easy Living - 2006 (Locked On Records)
- Everything Is Borrowed - 2008
- Computers and Blues  - 2011
- None Of Us Are Getting Out Of This Live Alive - 2020

EP
- All Got Our Runnins - 2003

Otros álbumes
- Cyberspace and Reds - 2011

| Año                                    | Título                                             | Posiciones               | Posiciones               | Posiciones               | Posiciones               | Certificaciones          |                          |                          |                          |                          |                          |                          |
| Año                                    | Título                                             | UK                       | IRL                      | AUS                      | HOL                      | Certificaciones          |                          |                          |                          |                          |                          |                          |
| Original Pirate Material               | Original Pirate Material                           | Original Pirate Material | Original Pirate Material | Original Pirate Material | Original Pirate Material | Original Pirate Material | Original Pirate Material | Original Pirate Material | Original Pirate Material | Original Pirate Material | Original Pirate Material | Original Pirate Material |
| -------------------------------------- | -------------------------------------------------- | ------------------------ | ------------------------ | ------------------------ | ------------------------ | ------------------------ | ------------------------ | ------------------------ | ------------------------ | ------------------------ | ------------------------ | ------------------------ |
| 2001                                   | «Has It Come to This?»                             | 18                       | —                        | —                        | —                        |                          |                          |                          |                          |                          |                          |                          |
| 2002                                   | «Let's Push Things Forward» (con Kevin Mark Trail) | 30                       | —                        | —                        | 98                       |                          |                          |                          |                          |                          |                          |                          |
| 2002                                   | «Weak Become Heroes»                               | 27                       | —                        | 74                       | —                        |                          |                          |                          |                          |                          |                          |                          |
| 2002                                   | «Don't Mug Yourself»                               | 21                       | —                        | —                        | —                        |                          |                          |                          |                          |                          |                          |                          |
| A Grand Don't Come for Free            |                                                    |                          |                          |                          |                          |                          |                          |                          |                          |                          |                          |                          |
| 2004                                   | «Fit But You Know It»                              | 4                        | 11                       | 37                       | —                        |                          |                          |                          |                          |                          |                          |                          |
| 2004                                   | «Dry Your Eyes»                                    | 1                        | 1                        | 42                       | 11                       | - 200 000                |                          |                          |                          |                          |                          |                          |
| 2004                                   | «Blinded By the Lights»                            | 10                       | 16                       | 92                       | —                        |                          |                          |                          |                          |                          |                          |                          |
| 2004                                   | «Could Well Be In»                                 | 30                       | 35                       | —                        | —                        |                          |                          |                          |                          |                          |                          |                          |
| The Hardest Way to Make an Easy Living |                                                    |                          |                          |                          |                          |                          |                          |                          |                          |                          |                          |                          |
| 2006                                   | «When You Wasn't Famous»                           | 8                        | 26                       | 67                       | —                        |                          |                          |                          |                          |                          |                          |                          |
| 2006                                   | «Never Went to Church»                             | 20                       | 27                       | —                        | —                        |                          |                          |                          |                          |                          |                          |                          |
| 2006                                   | «Prangin' Out» (con Pete Doherty)                  | 25                       | —                        | —                        | —                        |                          |                          |                          |                          |                          |                          |                          |
| Everything Is Borrowed                 |                                                    |                          |                          |                          |                          |                          |                          |                          |                          |                          |                          |                          |
| 2008                                   | «The Escapist»                                     | 157                      | —                        | —                        | —                        |                          |                          |                          |                          |                          |                          |                          |
| 2008                                   | «Everything Is Borrowed»                           | 37                       | —                        | —                        | —                        |                          |                          |                          |                          |                          |                          |                          |
| 2008                                   | «Heaven For the Weather»                           | 145                      | —                        | —                        | —                        |                          |                          |                          |                          |                          |                          |                          |
| Computers and Blues                    |                                                    |                          |                          |                          |                          |                          |                          |                          |                          |                          |                          |                          |
| 2011                                   | «Going Through Hell»                               | 158                      | —                        | —                        | —                        |                          |                          |                          |                          |                          |                          |                          |
| 2011                                   | «OMG»                                              | —                        | —                        | —                        | —                        |                          |                          |                          |                          |                          |                          |                          |